# Gwenllian ferch Llywelyn
Gwenllian ferch Llywelyn (12 juin 1282 – 7 juin 1337), dite Gwenllian de Galles était la seule descendante connue de Llywelyn le Dernier, l'un des derniers rois de Gwynedd. On la confond parfois avec Gwenllian ferch Gruffydd qui vécut deux siècles auparavant.

## Biographie
Elle naquit à Abergwyngregyn près de Bangor, dans le royaume de Gwynedd le 12 juin 1282. Sa mère était Éléonore de Montfort qui mourut en couches.
Quelques mois après la naissance de Gwenllian, son père Llewelyn fut tué lors d'une escarmouche. Son oncle Dafydd ap Gruffydd la prit sous sa garde pendant un moment jusqu'à ce qu'il se fasse capturer et exécuter par Édouard Ier d'Angleterre quand celui-ci acheva sa conquête du Pays de Galles.
Édouard fit grâce aux enfants de Llywelyn et de Dafydd mais il s'assura qu'aucun ne lui pose de problème en réduisant les garçons en captivité et en mettant les filles au couvent. Gwenllian, qui n'avait alors qu'un an, fut placée au prieuré gilbertin de Sempringham tandis que le titre de son père de roi de Gwynedd alla au fils d'Édouard. Il existe plusieurs légendes romantiques qui racontent la vie de Gwenllian, mais on sait que sa vraie vie fut moins trépidante.
Lorsqu'il la plaça au couvent, Édouard accorda à Gwenllian une pension de 20 livres par an, ce qui représentait une petite fortune à l'époque. Gwenllian resta au couvent toute sa vie, soit 54 ans. Sa mort fut enregistrée par Piers Langtoft, le chroniqueur du couvent.
En l'honneur de Gwenllian fut fondée la Princess Gwenllian Society et un monument fut érigé là où se dressait le couvent à Sempringham. De nos jours, Gwenllian est devenu le symbole de l'esprit d'indépendance des Gallois.

## Liens
La Princess Gwenllian Society